# Tsutomu Miyazaki
Tsutomu Miyazaki (宮崎 勤, Miyazaki Tsutomu, 21 août 1962 à Itsukaichi (maintenant Akiruno) – 17 juin 2008 à Tokyo) est un tueur en série japonais pédophile, nécrophile et cannibale, surnommé le Tueur Otaku.
En 1988 et 1989, il assassina quatre fillettes de 4 à 7 ans, avant d'avoir des rapports sexuels avec leur cadavre. Il but le sang et mangea les mains et pieds d'une des victimes. L'affaire était alors nommée « Enlèvements et meurtre en série de fillettes à Tokyo-Saitama » (東京・埼玉連続幼女誘拐殺人事件, Tōkyō Saitama renzoku yōjo yūkai satsujin jiken).
Il fut arrêté le 23 juillet 1989, à la suite d'une tentative d'agression sur une fillette dans un parc. Lorsque la police perquisitionna chez lui, ils découvrirent des centaines de mangas, d'animes et de films d'horreur, gore, et slashers.
La presse utilisa le terme otaku pour désigner le meurtrier et son logement. En effet, ce terme désigne littéralement, en japonais, le chez-soi. Il est par ailleurs utilisé en tant que pronom personnel pour s'adresser à une personne lorsque l'on souhaite manifester de la distance, et signifier que l'objet de la conversation devrait rester « chez-soi », ne devrait pas transparaître dans l'espace social. C'est après l'affaire Miyazaki que, dans l'imaginaire collectif, le terme d'otaku fut associé aux cultures de types otaku peuplées de bandes-dessinées, d'animés pornographiques et de jeux vidéos.
Son procès débuta le 30 mars 1990. Il fut reconnu souffrant de schizophrénie aggravée (repliement sur soi-même, hallucination le plus souvent auditive, dédoublement de personnalité). Il fut tout de même condamné à mort, le tribunal ayant considéré qu'il se rendait compte de la gravité de ses actes. Il fut donc tenu comme responsable.
Il voulait être connu et voyait le tribunal comme un « gala de théâtre » ; il aurait aussi déclaré : « je sentais que c'était un rêve, j'ai fait tout cela en rêve ».
Miyazaki fut condamné à mort en 1997, condamnation confirmée en 2001 par la Haute Cour de Tokyo et en 2006 par la Cour suprême du Japon. Il fut pendu à Tokyo à l'âge de 45 ans ; deux meurtriers condamnés pour d'autres affaires, Shinji Mutsuda et Yoshio Yamasaki, furent exécutés le même jour : le mardi 17 juin 2008,.
À la suite de cette affaire, certains meurtriers se seraient inspirés de ses meurtres, prétendant vouloir être un nouveau « Tsutomu Miyazaki ».

## Victimes
1. Mari Konno (今野真理, Konno Mari?): 4 ans
2. Masami Yoshizawa (吉沢正美, Yoshizawa Masami?): 7 ans
3. Erika Namba (難波絵梨香, Namba Erika?): 4 ans
4. Ayako Nomoto (野本綾子, Nomoto Ayako?): 5 ans